# شهرستان لا کروس (ویسکانسین)
شهرستان لا کروس، ویسکانسین (به انگلیسی: La Crosse County, Wisconsin) یک سکونتگاه مسکونی در ایالات متحده آمریکا است که در ویسکانسین واقع شده‌است.

## خصوصیات
شهرستان لا کروس ۱٬۲۴۳٫۲ کیلومترمربع مساحت دارد.